# Karosa B 931 / B 932
 (octobre 2020).
Si vous disposez d'ouvrages ou d'articles de référence ou si vous connaissez des sites web de qualité traitant du thème abordé ici, merci de compléter l'article en donnant les références utiles à sa vérifiabilité et en les liant à la section « Notes et références ».
Les Karosa B 931 et B 932 sont des autobus urbain et périurbain pour les pays de l'Est fabriqué et commercialisé de 1996 à 2002 par le constructeur tchèque Karosa, et en collaboration avec Renault Véhicules Industriels. Le Karosa B 941 est la version articulé, fabriquée de 1997 à 2001.

## Historique

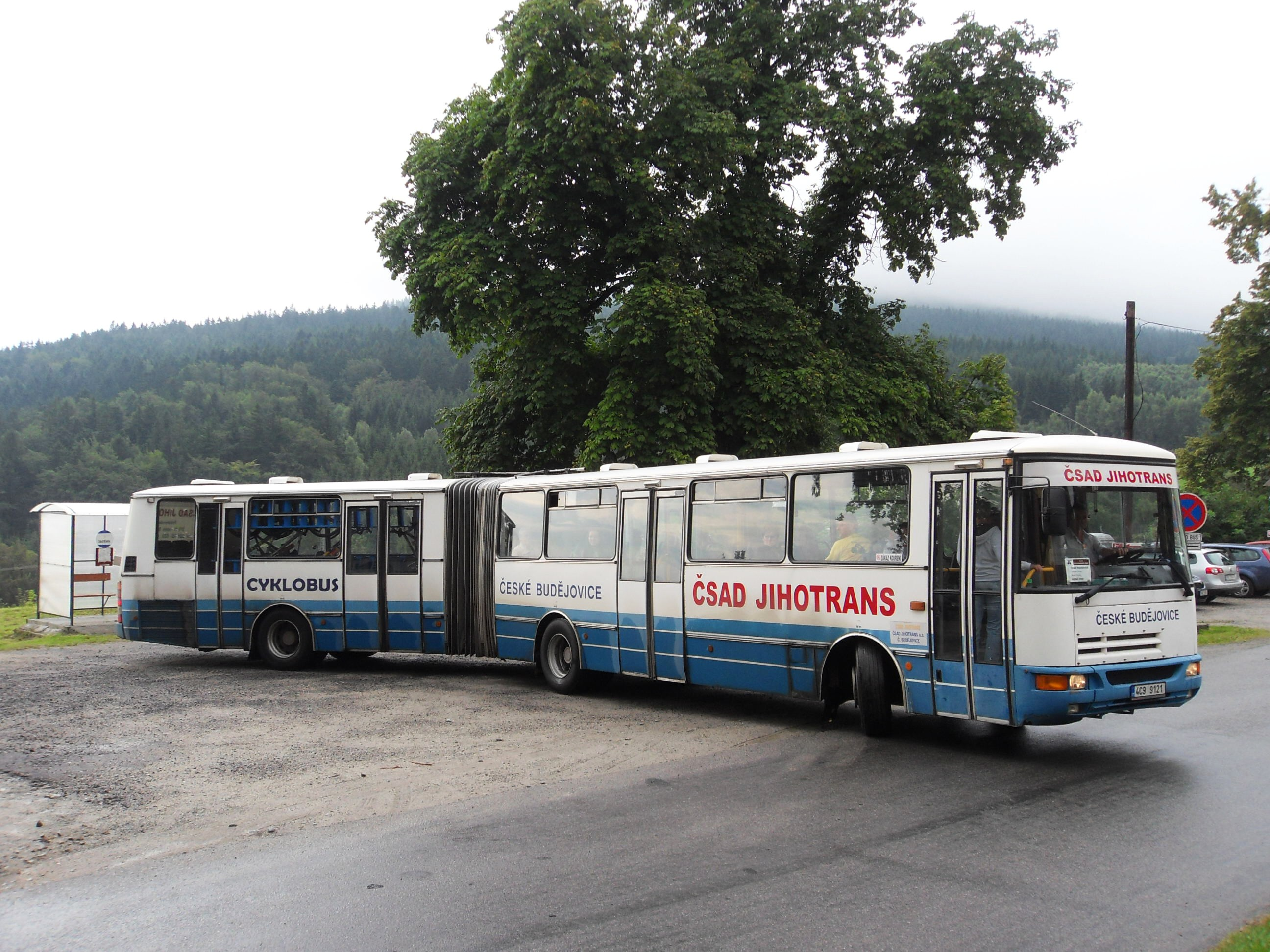
Karosa B 941, version articulé.

En 1993, Renault Véhicules Industriels (RVI) signe un accord avec l'entreprise Karosa et détiendra 34 % des parts. Désormais, la quasi-totalité des nouveaux véhicules de la marque seront équipés de moteur Renault.
En 1995, Karosa sort le prototype du B 931 surnommé Karosa B 19. Il est présenté au public au mois de mai de la même année au salon des transports urbains à Paris puis en juin à la foire Autotec de Brno (République tchèque). À la suite de cette présentation, l'entreprise publique DPP (Dopravní Podnik hlavního města Prahy), l'exploitant du réseau urbain de la ville de Prague, est intéressé par ce véhicule et fait une première commande de dix véhicules. Ils seront livrés fin 1995 avec le prototype.
La production en série du B 931 a commencé en 1996. Ils étaient équipés à la fois de moteurs LIAZ ou de moteurs Renault en combinaison avec les boîtes de vitesses Voith ou ZF.
En 1999, le B 931 sera amélioré (renommé B 931E). La production s'achèvera en 2002.

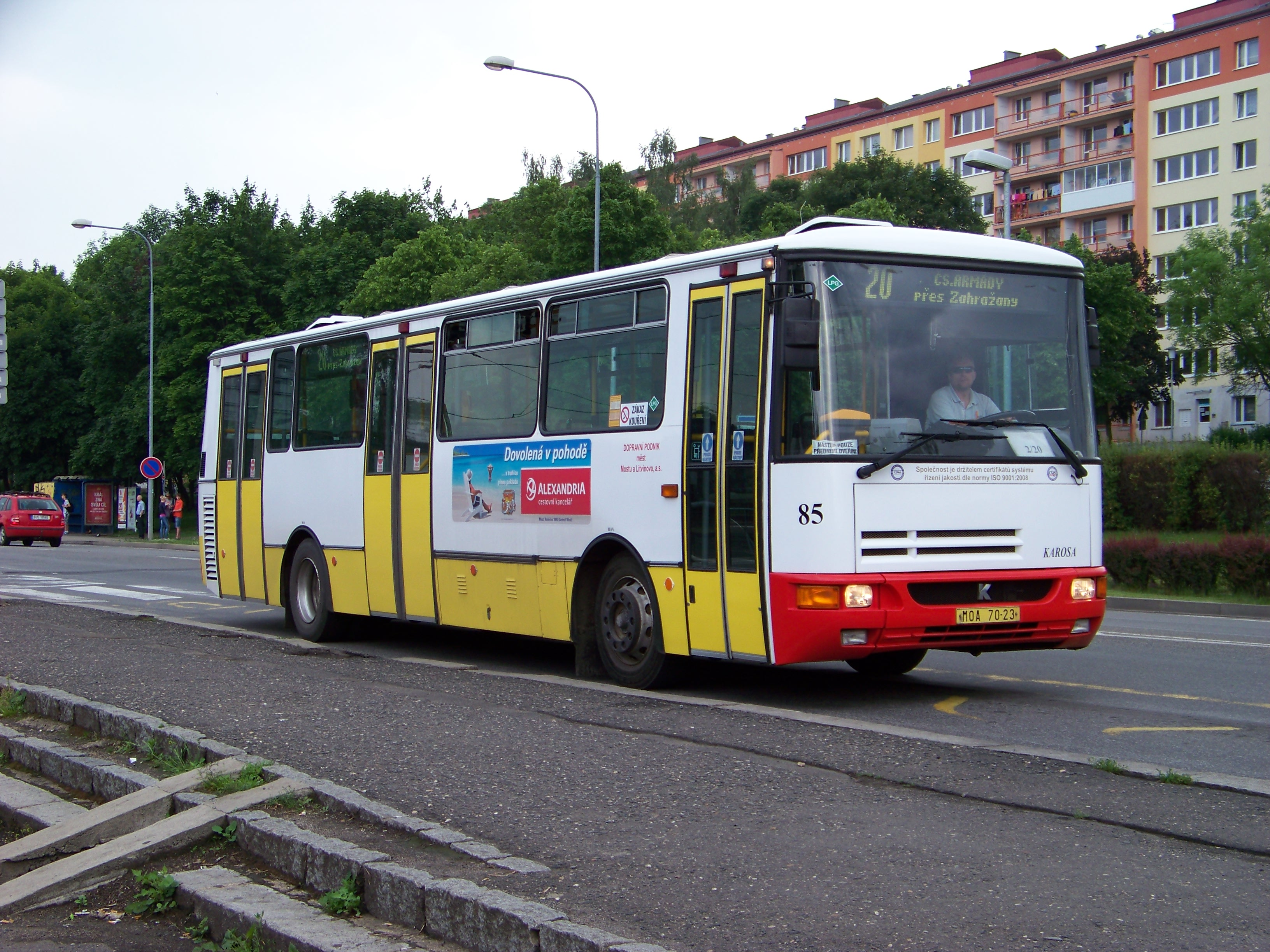
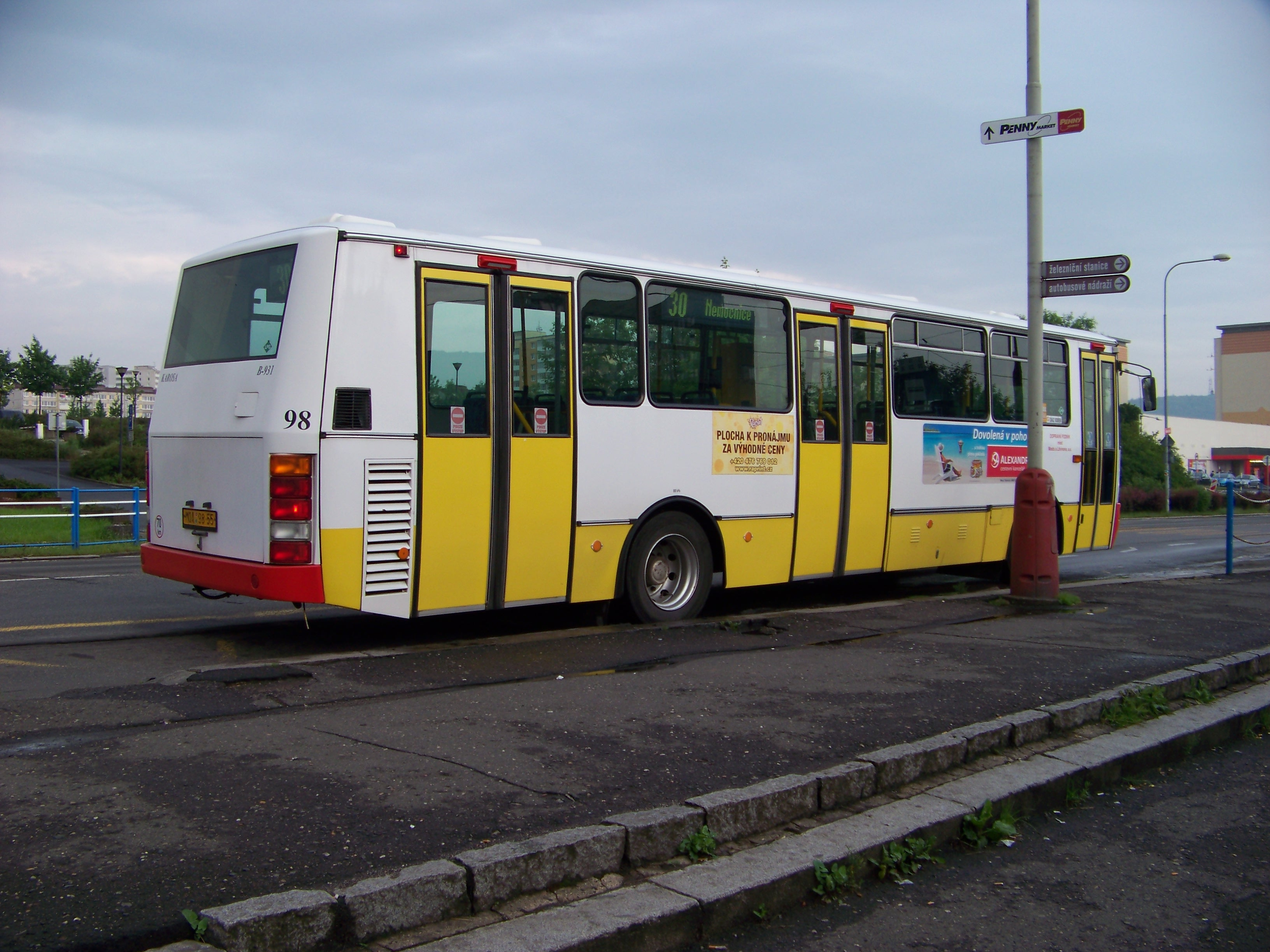
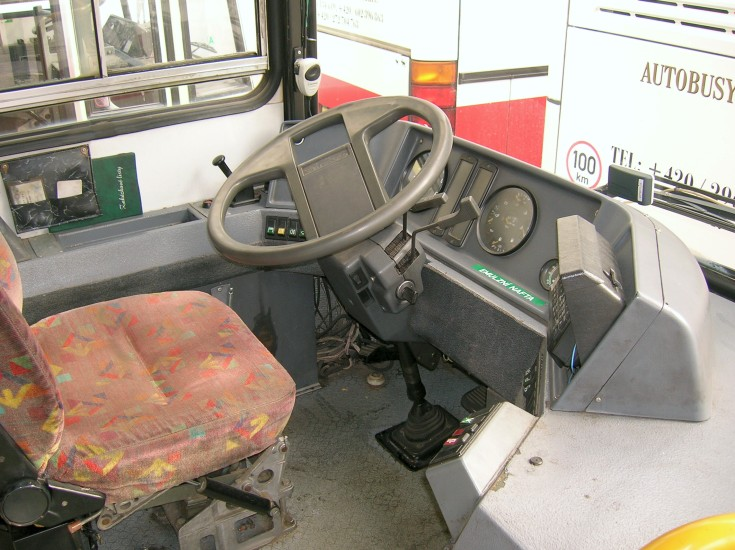

### Résumé des B 931, B 932 et B 941
- 1995 : fabrication du prototype B 19 et dix pré-série.
- 1996 : lancement de la production et la commercialisation du B 931 (standard).
- 1997 : lancement de la production et la commercialisation des B 932 (standard) et B 941 (articulé).
- 1999 : lancement des versions restylées (B 931E, B 932E et B 941E).
- 2001 : arrêt de l'articulé.
- 2002 : arrêt définitif du modèle standard.

| Générations                         | Production | Dérivés de chez Karosa | Modèles similaires |
| ----------------------------------- | ---------- | ---------------------- | ------------------ |
| Karosa B 19 - prototype (1995)      | 1          | -                      | -                  |
| Karosa B 931 - pré-série (1995)     | 10         | -                      | -                  |
| Karosa B 931 / B 931E (1995 - 2002) | 327        | Karosa B 932 / B 932E  |                    |
| Karosa B 932 / B 932E (1997 - 2002) |            | Karosa B 931 / B 931E  |                    |
| Karosa B 941 (1997 - 2001)          |            | Aucun                  |                    |

## Désignation du modèle

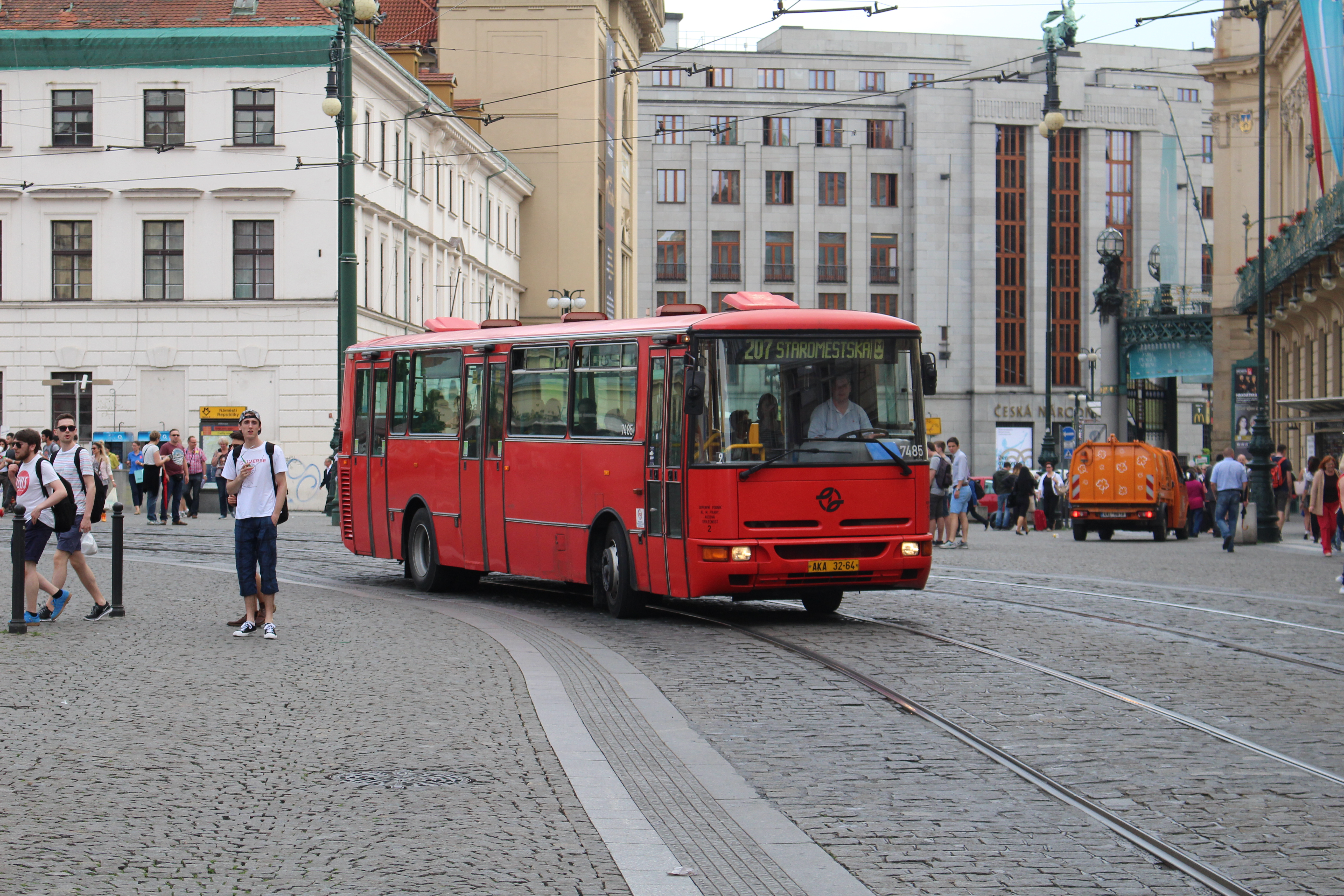
Karosa B 931 du réseau de bus de Prague.

- B = urbains et suburbains (autobus).
- 9 = numéro de la série du véhicule (la nomenclature de produits d'ingénierie).
- 3 = longueur : environ 11 m ; 4 = longueur : environ 17 m.
- 1 = bus avec une transmission automatique ; 2 = bus avec une transmission manuelle.

## Générations
Les B 931, B 932 et B 941 ont été produits avec une seule génération de moteurs Diesel :
- Euro 1 : d'octobre 1993 à octobre 1996 (1995 uniquement pour les B 19 et B 931).
- Euro 2 : d'octobre 1996 à octobre 2001.

## Les différentes versions

### Karosa B 931
Il a été construit de 1995 à 1999. Dès leurs sorties d'usine, tous ses véhicules sont esthétiquement identique.
- Karosa B 931.1675 - Moteur Liaz, boîte de vitesses Voith ;
- Karosa B 931.1677 (1995) - Moteur Renault Euro I, boîte de vitesses ZF ;
- Karosa B 931.1679 - Moteur Renault Euro II, boîte de vitesses ZF ;
- Karosa B 931.1681 - Moteur Renault Euro II, boîte de vitesses Voith ;
- Karosa B 931.1687 - Moteur Renault Euro II, boîte de vitesses ZF ;
- Karosa B 931.1689 - Moteur Liaz, boîte de vitesses ZF.

### Karosa B 931E
Il a été construit de 1999 à 2002. Dès leurs sorties d'usine, tous ses véhicules sont esthétiquement identique.
- Karosa B 931E.1703 - Moteur Renault Euro II, boîte de vitesses Voith ;
- Karosa B 931E.1707 - Moteur Liaz, boîte de vitesses Voith ;
- Karosa B 931E.1711 - Moteur Renault Euro II, boîte de vitesses ZF.

## Caractéristiques

### Chaîne cinématique
Le moteur et la boîte de vitesses sont placés dans la partie arrière de car. Pour les trois versions, seul le dernier essieu est propulsé. L'essieu avant est indépendant, les essieux intermédiaires et arrière sont solides. Tous les essieux sont montés sur suspension pneumatique.

#### Moteurs
Les B 931 / B 932 et B 941 ont eu deux motorisations gazole disponible.
- le Renault MIHR 06.20.45 A41 (Euro 1 puis Euro 2) six cylindres en ligne de 9,8 litres avec turbocompresseur faisant 256 ch.
- le LIAZ ML 636 N (Euro 2) six cylindres en ligne de 11,9 litres avec turbocompresseur faisant 237 ch.

| Modèle                                | Construction     | Moteur + Nom                                   | Norme Euro    | Cylindrée           | Performance                    | Couple               | Vitesse maxi | Consommation + CO2    |
| Karosa B 19 (prototype) (Automatique) | 1995             | 6 cylindres en ligne .                         | Euro 1        | ... cm3 (... L)     | ... kW (... ch) à ... tr/min   | ... N m à ... tr/min | ... km/h     | ... L/100 km ... g/km |
| Karosa B 931 / B 931E (Automatique)   | 1995 1996 - 2002 | 6 cylindres en ligne Renault MIHR 06.20.45 A41 | Euro 1 Euro 2 | 9 839 cm3 (9,8 L)   | 188 kW (256 ch) à 2 000 tr/min | 580 N m              |              | ~ 17 L/100 km .       |
| Karosa B 931 / B 931E (Automatique)   | 1995 - 2001      | 6 cylindres en ligne LIAZ ML 636 N             | Euro 2        | 11 940 cm3 (11,9 L) | 175 kW (237 ch)                |                      |              |                       |
| Karosa B 932 / B 932E (Manuelle)      |                  |                                                |               |                     |                                |                      |              |                       |
| Karosa B 941 / B 941E (Automatique)   |                  |                                                |               |                     |                                |                      |              |                       |

### Châssis et carrosserie
Le châssis provient de la marque LIAZ. C'est une caisse autoportante faites de tubes en métal, identique au fameux Berliet PR 100, qui a une structure unique solidaire. Des tôles métalliques en alliage léger sont ensuite rivetée dessus ; le toit ainsi que les faces avant et arrière sont soudés à la structure puis les portes et les soutes sont assemblées. Le tout est ensuite peint à la couleur voulue. Vient ensuite l'assemblage des vitres, des pare-chocs qui sont eux en matériau composite (fibre de verre + résine polyester) et tous les autres éléments (moteur, aménagement intérieur...). Les planchers (soutes et compartiment des passagers) sont eux des panneaux de fibres de bois à haute densité.